# Lucrezia (opera)

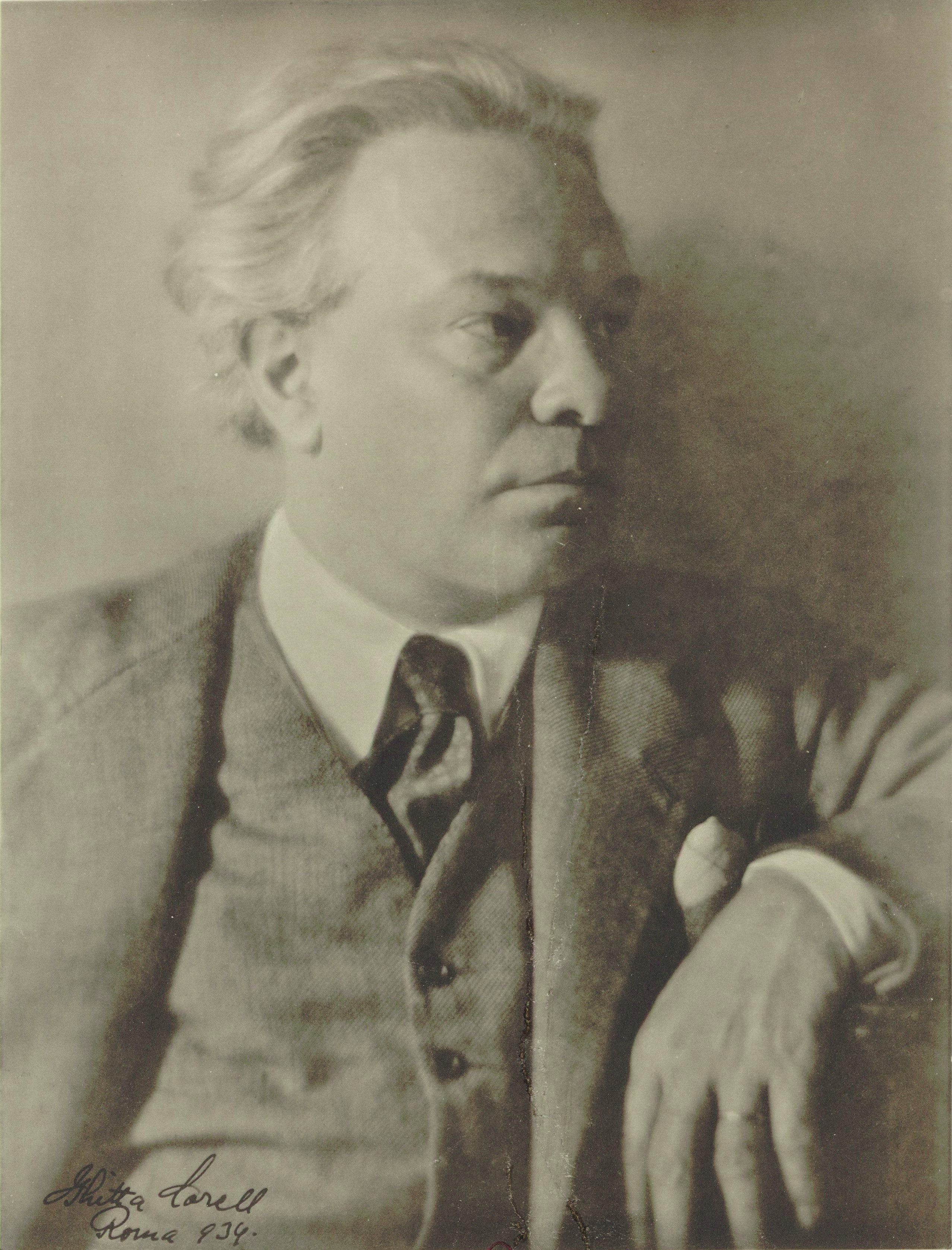
Ottorino Respighi 1934.

Lucrezia är en opera i en akt med musik av Ottorino Respighi och libretto av Claudio Guastalla efter William Shakespeares dikt Lucretias våldtäkt (1594) vilken i sin tur bygger på en berättelse av Titus Livius.

## Historia
Lucrezia blev Respighis sista opera och förelåg ofullbordad vid tonsättarens död 1936. Den slutfördes av Respighis änka Elsa, som hade varit hans elev. Operan hade premiär den 24 februari 1937 på La Scala i Milano.

## Personer
- Rösten (mezzosopran)
- Lucrezia (sopran)
- Servia (mezzosopran)
- Venilia (sopran)
- Collatino (tenor)
- Bruto (tenor)
- Sesto Tarquinio (baryton)
- Tito (baryton)
- Arunte (baryton)
- Spurio Lucrezio (bas)
- Valerio (bas)

## Handling
Sesto Tarquinio (son till kungariket Roms siste konung Tarquinius Superbus), Bruto och Collatino befinner sig i Tarquinios tält och diskuterar sina hustrus trogenhet. Bruto verkar vara den mest skeptiska. Senare bestämmer de sig för att återvända till Rom och avgöra uppriktigheten i påståendet.
Collatinos hustru Lucrezia berättar för de andra kvinnorna en historia som går ut på att leva med ära och ärlighet. Men under natten går den besatte Tarquinio in i Collatinos hus och våldför sig på Lucrezia. Följande dag ber den skamfyllda Lucrezia sin make att hämnas henne varpå hon begår självmord. Bruto blir en av ledarna för det uppror mot Tarquinio och dennes fader, vilket leder till monarkins avskaffande.